# Lake Xau
Lake Xau är en periodisk sjö i Botswana.   Den ligger i distriktet Central, i den centrala delen av landet, 400 km norr om huvudstaden Gaborone. Lake Xau ligger 908 meter över havet.
Omgivningarna runt Lake Xau är huvudsakligen savann. Trakten runt Lake Xau är nära nog obefolkad, med mindre än två invånare per kvadratkilometer.